# Carl Müller-Braunschweig
Carl Müller-Braunschweig (bis 1925/1926 Carl Müller; * 8. April 1881 in Braunschweig; † 12. Oktober 1958 in Berlin) war ein deutscher Philosoph, Psychoanalytiker und Verbandsfunktionär. Während der Zeit des Nationalsozialismus war er zunächst Vorstandsmitglied der Deutschen Psychoanalytischen Gesellschaft (DPG) und stand von 1938 bis 1945 unter Betätigungsverbot. Er wurde 1950 Gründungsmitglied der Deutschen Psychoanalytischen Vereinigung (DPV).

## Leben

### Bis 1933
Carl Müllers Vater besaß eine Bautischlerei und ermöglichte ihm ein breit angelegtes Studium vorwiegend der Philosophie – bei Jonas Cohn, Cay von Brockdorff, Paul Menzer, Carl Stumpf, Georg Lasson und Alois Riehl – und nebenfachlich der Physik, Biologie, Anthropologie, Psychologie, Geschichte und Nationalökonomie. 1905 folgte Carl Müller Riehl nach Berlin, promovierte dort 1909 und kam im gleichen Jahr mit der Psychoanalyse in Kontakt. Daraufhin verzichtete er auf eine akademische Laufbahn als Philosoph und absolvierte von 1912 bis 1914 eine psychotherapeutische Ausbildung bei Karl Bonhoeffer, sowie eine Psychoanalyse zunächst bei Karl Abraham und bei Hanns Sachs. 1913 heiratete er Josine Ebsen (1884–1930), welche ebenfalls eine Analyse bei Sachs und eine Ausbildung zur Kinderanalytikerin machte.
Nach dem Ersten Weltkrieg wurde er 1919 Mitglied der Berliner psychoanalytischen Gesellschaft und Dozent am 1920 gegründeten Berliner Psychoanalytischen Institut (BPI). Von 1922 bis 1933 war er Sekretär und 1933 bis 1936 Vorsitzender des Unterrichtsausschusses des BPI und wirkte maßgeblich an den Ausbildungsrichtlinien mit. 1925 wählte ihn die Internationale Psychoanalytische Vereinigung (IPV) in ihren Zentralvorstand. Im selben Jahr ließ er seine kinderlos gebliebene Ehe scheiden und heiratete die Kinderanalytikerin Ada Schott (1897–1959), die bei ihm eine Lehranalyse absolviert hatte. Sie bekamen 1926 den Sohn Hans Müller-Braunschweig, der ebenfalls Psychoanalytiker wurde, und im Jahr darauf die Tochter Elke Ingeborg Bibby (1927–2019), die später als Tierärztin in Ottawa praktizierte.
Müller-Braunschweig publizierte regelmäßig in der Internationalen Zeitschrift für Psychoanalyse und in der sexualwissenschaftlichen Zeitschrift Imago, wobei er sich vor allem mit der anthropologischen Stellung der Psychoanalyse innerhalb des biologisch-philosophischen Menschenbildes befasste.

### Von 1933 bis 1945
Nach der Machtübernahme durch die Nationalsozialisten wurde der Vorstand der DPG, dem mehrere Juden angehörten, abgelöst, und ein neuer Vorstand mit dem Psychiater Felix Boehm als Vorsitzendem und Müller-Braunschweig als Stellvertreter eingesetzt. Laut einem internen Bericht Boehms vom 21. August 1934, der bislang von anderen Quellen nicht bestätigt wurde, hatte Sigmund Freud Boehm und Müller-Braunschweig im April 1933 versprochen, sie als neuen Vorstand zu akzeptieren, falls sie dafür sorgen, dass Harald Schultz-Hencke dem Vorstand fernbliebe und Wilhelm Reich ganz aus der Psychoanalyse verschwände (Freud an Boehm: „Befreien Sie mich von Reich!“). Der marxistisch orientierte Reich wurde 1933 zunächst aus der DPG und 1934 aus der IPV ausgeschlossen.
Müller-Braunschweig veröffentlichte 1933 ein Memorandum „Psychoanalyse und Weltanschauung“, in dem er der Psychoanalyse einen Nutzen für den nationalsozialistischen Staat zuschrieb, und durch welches sich die DPG auch ideologisch an das Regime anpasste. In der Folge wurden insgesamt etwa zwei Drittel der DPG-Mitglieder, in etwa 100 Analytiker und Auszubildende, als Juden aus Deutschland vertrieben. In Reichswart hatte er im Oktober 1933 geschrieben „Die Psychoanalyse bemüht sich, unfähige Weichlinge zu lebenstüchtigen Menschen […] umzuformen“. Im November 1933 wurde er mit Boehm, beide zuvor Stellvertreter ihrer jüdischen Vorstandskollegen, Vorsitzender der DPG. In Nationalsozialistische Idde und Psychoanalyse forderte er 1935 eine „deutsche Psychotherapie“.
1936 wurde die Deutsche Psychoanalytische Gesellschaft umbenannt in „Arbeitsgruppe A“ im „Deutschen Institut für psychologische Forschung und Psychotherapie“, welches von dem Neurologen Matthias Heinrich Göring, einem Vetter Hermann Görings geleitet wurde. Die DPG trat aus der IPV aus, was allerdings kurz darauf revidiert wurde. Müller-Braunschweig wurde nun Vorsitzender des Lehrausschusses am „Deutschen Institut“ und plante 1938 die Herausgabe einer Zeitschrift für Deutsche Psychoanalyse, in der es keine „jüdischen“ Einflüsse mehr geben sollte.
Nach dem „Anschluß Österreichs“ an das Deutsche Reich wurde Müller-Braunschweig 1938 von Matthias Heinrich Göring zunächst damit beauftragt, treuhänderisch die Wiener Psychoanalytische Vereinigung zu übernehmen. Nachdem im März 1938 SA-Leute in Freuds Wohnung eingedrungen waren, reiste Müller-Braunschweig dazu nach Wien, wo am 20. März eine Vorstandssitzung der Wiener Psychoanalytischen Gesellschaft stattfand, an der Müller-Braunschweig, Ernest Jones und Anna Freud teilnahmen und bei der beschlossen wurde, die Wiener Vereinigung in die „arisierte“ Deutsche Psychoanalytische Gesellschaft zu überführen und alle „Nichtarier“ auszuschließen. Ein anteilnehmender persönlicher Brief Müller-Braunschweigs an Anna Freud, der von der Gestapo abgefangen wurde, erregte jedoch das Misstrauen des Regimes, woraufhin Müller-Braunschweig und Boehm ihre Positionen verloren. Müller-Braunschweig erhielt Lehr- und Haus-Verbot und betrachtete sich daher später als Opfer des Regimes. Die DPG wurde danach auch offiziell aufgelöst.

### Nach 1945
Nach Kriegsende gründete sich die DPG am 16. Oktober 1945 unter Müller-Braunschweigs Vorsitz mit Felix Bohem als dessen Vertreter neu. Drittes Vorstandsmitglied wurde der Arzt Werner Kemper. 1949 gab Müller-Braunschweig die Zeitschrift für Psychoanalyse heraus, von der nur zwei Hefte finanziert werden konnten. Als Harald Schultz-Hencke gemeinsam mit Kemper eine wirtschaftliche Absicherung des Berufsstandes mittels der Abrechnung von Psychoanalysen und -therapien am Zentralinstitut für psychogene Erkrankungen der Versicherungsanstalt Berlin erwirkt hatte, kam es zu einer scharfen persönlichen und fachlichen Auseinandersetzung zwischen Müller-Braunschweig und Schultz-Hencke, die auf dem 1. Nachkriegskongreß der IPV in Zürich 1949 auch öffentlich ausgetragen wurde. Müller-Braunschweig verließ daraufhin die DPG und gründete am 11. September 1950 die DPV, welche einen eigenen Ausbildungsgang in klassischer Psychoanalyse anbot. Auf dem Kongress der IPV 1951 in Amsterdam wurde die DPV als Mitgliedsorganisation aufgenommen, während die DPG ausgeschlossen blieb.
Müller-Braunschweig arbeitete danach als praktischer Psychoanalytiker und als Dozent für Psychoanalyse an der FU Berlin. Im Zusammenhang seiner Lehrtätigkeit wandte er sich in seinen Publikationen nun vor allem der Exegese der Schriften Freuds zu.

## Publikationen
- Die Methode einer reinen Ethik, insbesondere der Kantischen, dargestellt an einer Analyse des Begriffes eines „Praktischen Gesetzes“. Promotion, Berlin 1908, unveränderte Neuauflage: Topos, Vaduz/Liechtenstein 1979 (Kantstudien, 11), DNB 780038711.
- Das Verhältnis des Psychoanalyse zu Ethik, Religion und Seelsorge. F. Bahn, Schwerin in Mecklenburg 1927 (Arzt und Seelsorger, 11), DNB 580787753.
- Psychoanalyse und Weltanschauung. In: Reichswart, Nationalsozialistische Wochenschrift und Organ des Bundes Völkischer Europäer / Organe de L’Alliance Raciste Européenne. 14. Jg., Nr. 42, Berlin 22. Oktober 1933, S. 2 f. – Nachdruck in: Psyche, Zeitschrift für Psychoanalyse und ihre Anwendungen. 37. Jg., Stuttgart 1983, S. 1116–1119.
- Nationalsozialistische Idee und Psychoanalyse. Juni 1935.
- Streifzüge durch die Psychoanalyse. Parus, Reinbek bei Hamburg 1948, DNB 453500064.